# クロスウェイエクスプレス
クロスウェイエクスプレスは広島県福山市・尾道市と島根県松江市・鳥取県米子市を結んでいた高速バスである。
全便予約制だが、当日空席があれば予約無しでも乗車可能。また、往復割引乗車券はあるが、回数乗車券は設定されていない。

## 歴史
- 2013年9月1日　-　一畑バス・中国バス・おのみちバスの3社により福山・尾道～松江間で運行開始[1]。
- 2014年3月30日　-　尾道自動車道吉舎IC - 三次東IC間が開通、翌4月1日より一畑担当便のみが同経路に変更し15分短縮。[2]
- 2014年12月8日　-　おのみちバス担当便が日野・リエッセ（3列シート・予約定員15名）に変更となる。[3]
- 2015年4月1日　-　尾道自動車道世羅IC - 吉舎IC間開通に伴い、全便が同経路に変更し20分短縮。
- 2015年9月30日　-　この日をもって一畑バス、おのみちバスが撤退。中国バスの単独運行となり、フライングフィッシュ号と統合[4]。
- 2016年11月13日 - この日をもって運行終了[5]。

## 運行会社
- 中国バス

## 運行経路および停車停留所
太字は停車停留所。
- 福山駅前 - 国道2号 - 尾道駅前 - 国道2号 - 国道184号 - 新尾道駅 - 三成（尾道営業所） - 国道184号 - 尾道IC - 山陽自動車道 - 尾道自動車道 - 世羅IC - 道の駅世羅 - 世羅IC - 尾道自動車道 - 松江自動車道 - 道の駅たたらば壱番地 - 松江自動車道 - 木次高速 - 山陰自動車道 - 松江西IC - 国道9号 - 松江駅 - 山陰自動車道 - 米子駅

## 運行回数
- 昼行2往復

## 車内設備
- 4列シート
- トイレ